# مارينا 1
مارينا 1 هي مجموعة من ستة مبانٍ سكنية في دبي مارينا في دبي، الإمارات العربية المتحدة. كانت مارينا 1 هي المرحلة الأولى والمباني المكتملة الأولى في دبي مارينا. وبسبب ذلك، أصبحت هذه المباني رمزًا لمرسى دبي. يحتوي المجمع على 1100 وحدة، تم بيعها جميعًا بعد وقت قصير من طرحها للبيع في عام 2002.

## أبراج
يتكون المجمع من ستة أبنية:
| مرتبة | اسم         | ارتفاع* متر / قدم | طوابق | ملاحظات       |
| ----- | ----------- | ----------------- | ----- | ------------- |
| 1     | برج مسك     | 185/607           | 40    | [ 1 ] [ 2 ]   |
| 2     | برج المرجان | 185/607           | 40    | [ 3 ] [ 4 ]   |
| 3     | برج ألماس   | 138/453           | 31    | [ 5 ] [ 6 ]   |
| 4     | برج ياس     | 124/407           | 27    | [ 7 ] [ 8 ]   |
| 5     | برج فيروز   | 98/322            | 23    | [ 9 ] [ 10 ]  |
| 6     | برج عنبر    | 85/279            | 19    | [ 11 ] [ 12 ] |

## أنظر أيضا
- قائمة المباني الشاهقة في دبي

## روابط خارجية
- مارينا 1 على إمبوريس